# シャルル・メグロ
シャルル・メグロ（Charles Maigrot、1652年? - 1730年2月28日）は、フランスのパリ外国宣教会の宣教師。清代の福建省で布教したが、キリスト教徒が儒教の典礼に参加することを禁止し、典礼論争を再燃・激化させた。

## 略歴
メグロはパリで生まれ、1676年ごろ司祭に叙階された。1678年にソルボンヌ大学の博士の学位を取得した。1680年にパリ外国宣教会に入会し、翌年シャムを経由して、同じパリ外国宣教会のフランソワ・パリュとともに中国へ向かった。1684年にパリュが死ぬと、パリュをついで中国宣教会管理者に就任し、1687年から福建の使徒座代理をつとめた。1696年にコノンの代理司教に、1700年3月に司教に立てられた。
1693年、メグロは福建のキリスト教徒が孔子や祖先を祀ること、キリスト教の神を「天」「上帝」「太極」などと呼ぶこと、『易経』のような迷信的な書物を読むことなど7項目を禁止し、その禁止内容をローマに送った。メグロの主張は何年も議論された後、1704年11月20日に教皇クレメンス11世の勅令「Cum Deus Optimus」によって、儒教の典礼はすべて偶像崇拝にあたると判断された。
1705年に教皇の特使としてシャルル＝トマ・マヤール・ド・トゥルノンが中国に到着した。トゥルノンはキリスト教と儒教の教えが両立しないものであると説き、康熙帝の怒りをかった。トゥルノンはメグロを証人として呼んだが、メグロは中国人の学者をうまく説得することができなかった。
1706年、康熙帝は中国宣教師がすべてマテオ・リッチの方針に従うことを命じた。メグロは中国から追放されてヨーロッパに戻り、クレメンス11世によってローマに招かれた。1730年ローマで没した。

## 評価
ヴォルテールは著書『歴史哲学』の中国について述べた部分で、中国人は無神論者ではないと論じ、メグロについて「中国語をひと言も知らないのに、孔子を無神論者扱いした」と批判している。